# Catherine Bott (Fußballspielerin)
Catherine Joan „CJ“ Bott (* 22. April 1995 in Wellington) ist eine neuseeländische Fußballnationalspielerin. Sie spielte von 2020 bis 2021 in der Toppserien für Vålerenga Oslo und aktuell bei Leicester City.

## Karriere

### Verein
Nach Stationen in Neuseeland bei Tawa AFC, Lynn Avon United, Waterside Karori und Northern Football verließ die Abwehrspielerin, die zudem für die neuseeländische Nationalmannschaft aktiv ist, Neuseeland und unterschrieb am 25. Juli 2017 in der Frauen-Bundesliga beim FF USV Jena. Am 3. September 2017 spielte Bott ihr Debüt in der Frauen-Bundesliga für den FF USV Jena bei der 1:4-Niederlage gegen Turbine Potsdam. Nachdem der FF USV Jena nach der Saison 2017/2018 abgestiegen war, wechselte Bott am 22. Juli 2018 in die Damallsvenskan zu Vittsjö GIK. Am 23. November 2018 unterschrieb sie einen neuen Vertrag in Hässleholm mit Vittsjö GIK, über ein Jahr mit Option auf ein weiteres. Bei Vittsjö kam sie in ihrer ersten Saison auf elf Einsätze. Durch zwei Siege in den letzten beiden Spielen vermied Vittsjö den Abstieg. Am 28. April 2019 erzielte sie ihr erstes Ligator. In der Saison 2019 kam sie in 19 von 22 Spielen zum Einsatz und erreichte mit dem Verein den dritten Platz. Zur Saison 2020 wechselte sie nach Norwegen zu Vålerenga Oslo. Sie war damit Teil der ersten Meistermannschaft von Vålerenga. In der UEFA Women’s Champions League 2020/21 erreichte sie mit Vålerenga nach zwei 7:0-Qualifikationssiegen gegen KÍ Klaksvík und Gintra Universitetas das Sechzehntelfinale gegen Brøndby IF. Die Spiele gegen Brøndby IF wurden nach einem positiven COVID-19-Test einer dänischen Spielerin zunächst auf den 7. und 14. Februar 2021 verschoben. Ende Januar wurde das Spiel in Norwegen ersatzlos gestrichen und festgelegt, die Begegnung in nur einem Spiel am 11. Februar in Brøndby zu entscheiden. Dieses Spiel verloren die Norwegerinnen mit 4:5 im Elfmeterschießen. In der UEFA Women’s Champions League 2021/22 schied sie mit Vålerenga in der zweiten Qualifikationsrunde nach zwei Niederlagen (1:3 und 2:3) gegen BK Häcken aus, so dass die erstmals ausgetragene Gruppenphase ohne norwegische Mannschaft stattfand. Nach der Saison 2021, die noch einmal den Pokalsieg brachte, verließ sie den Verein.
Im März 2022 erhielt sie einen unbefristeten Vertrag bei Leicester City.

### Nationalmannschaft
Bott nahm im April 2012 mit der U-17-Mannschaft an der U-17-Fußball-Ozeanienmeisterschaft der Frauen 2012 teil, bei der sie in zwei Spielen zum Einsatz kam und dabei die Kapitänsbinde trug. Mit dem Sieg bei der Meisterschaft hatte sich die Mannschaft für die U-17-Fußball-Weltmeisterschaft der Frauen 2012 in Aserbaidschan qualifiziert. Dort trafen die jungen Neuseeländerinnen aber auf stärkere Gegnerinnen. Bott wurde auch hier nur zweimal eingesetzt und war einmal Kapitänin. Nach drei Niederlagen schied Neuseeland als Gruppenletzter aus.
Im Februar 2014 folgte die Teilnahme an der U-20-Fußball-Ozeanienmeisterschaft der Frauen 2014 in ihrer Heimat Neuseeland. Bott wurde auch hier nur in zwei von drei Spielen eingesetzt. Mit drei Siegen konnte Neuseeland auch diese Meisterschaft gewinnen und sich für die U-20-Fußball-Weltmeisterschaft der Frauen 2014 in Kanada qualifizieren. Im März 2014 nahm sie dann mit der A-Nationalmannschaft am Zypern-Cup 2014 teil und gab beim 0:4 gegen Südkorea am 10. März 2014 ihren Einstand in der A-Nationalmannschaft Neuseelands.
Im August 2014 folgte die Teilnahme an der U-20-WM in Kanada, wo sie in allen Spielen der Mannschaft zum Einsatz kam. Neuseeland belegte hinter Europameister Frankreich in der Gruppenphase Platz 2 und erreichte damit erstmals bei einer Weltmeisterschaft das Viertelfinale. Hier kam dann aber das Aus gegen den späteren Vizeweltmeister Nigeria.
Für die Ozeanienmeisterschaft 2014, bei der sich Neuseeland für die WM 2015 qualifizierte, wurde sie nicht nominiert. Sie wurde aber für die Testspielserie im November in Europa nominiert, wurde dabei allerdings nicht eingesetzt. Am 14. Mai 2015 wurde sie dann aber als Feldspielerin mit den wenigsten A-Länderspielen (1) in den Kader für die WM 2015 berufen.  Bei der WM kam sie aber nicht zum Einsatz. Für die Olympischen Spiele 2016 wurde sie nur als Backup nominiert. Nach dem frühen Ausscheiden kam sie dort nicht zum Einsatz.
Bei der Ozeanienmeisterschaft 2018 kam sie zu zwei Einsätzen und qualifizierte sich mit ihrer Mannschaft als Ozeanienmeister für die WM 2019 und die Olympischen Spiele 2020.
Beim Cup of Nations erzielte sie beim einzigen Sieg der Neuseeländerinnen, dem 2:0 gegen Argentinien ihr erstes Länderspieltor.
Am 29. April 2019 wurde sie für die WM in Frankreich nominiert. Sie kam in zwei Gruppenspielen zum Einsatz. Da alle Gruppenspiele verloren wurden, schieden die Neuseeländerinnen danach aus. Bei den wegen der COVID-19-Pandemie um ein Jahr verschobenen Olympischen Spiele 2020 in Tokio kam sie bei den drei Niederlagen ebenfalls zum Einsatz.
Sie wurde für die WM 2023 nominiert, kam in jedem der drei Spiele ihres Teams zum Einsatz und schied mit ihrer Mannschaft nach der Vorrunde aus. Bei den Olympischen Spielen 2024 wurde sie in den drei Spielen ihre Mannschaft eingesetzt, verpasste keine Minute, schied aber nach drei Niederlagen mit ihrer Mannschaft aus.

## Erfolge
- U-17-Ozeanienmeister 2012
- U-20-Ozeanienmeister 2014
- Ozeanienmeister 2018
- Norwegische Meisterschaft 2020
- Norwegische Pokalsiegerin 2020 und 2021